# Malva qaiseri
Malva qaiseri är en malvaväxtart som beskrevs av S. Abedin. Malva qaiseri ingår i Malvasläktet som ingår i familjen malvaväxter. Inga underarter finns listade i Catalogue of Life.